# Aorun
Genre
Espèce
Aorun est un genre éteint de tout petits dinosaures théropodes carnivores du Jurassique supérieur découvert dans la formation de Shishugou au Xinjiang, en Chine. Sa position phylogénétique est très discutée.
L'espèce type, et seule espèce, Aorun zhaoi, a été nommée et décrite par J. N. Choiniere et ses collègues en 2013. Le nom générique est tiré du mandarin Ao Run et fait référence à une divinité de la mythologie chinoise (le Roi-dragon de la mer de l'Ouest dans La Pérégrination vers l'Ouest),. Le nom spécifique a été donné en l'honneur du professeur Zhao Xijin.

## Découverte et datation
L'holotype, IVPP V15709, est constitué de fragments de crâne avec des dents, de vertèbres et de jambes provenant probablement d'un spécimen juvénile. Les fossiles ont été découverts en 2006 dans le membre de Wucaiwan aujourd'hui intégré dans la formation géologique de Shishugou par une équipe de chercheurs de l'IVPP et de l'université George-Washington menée par James Clark, professeur de biologie au Columbian College of Arts and Sciences (en). La strate où ont été découverts les restes d'Aorun est situé quelques  mètres sous un niveau de tuf volcanique daté par radiométrie à 161,2 Ma (millions d'années), c'est-à-dire qu'il se trouve vraisemblablement à la base du Jurassique supérieur (Oxfordien), mais très proche du sommet du Jurassique moyen (toit du Callovien) qui est lui daté à 163,5 Ma,,. Les restes sont conservés par l'IVPP.

## Description
Sa taille est estimée au plus à 1 mètre de long pour une masse d'un peu moins de 2 kilogrammes,.

## Classification
Le genre est l'un des plus anciens Coelurosauria jamais retrouvés, ayant vécu il y a environ 161,5 millions d'années. Aorun se distingue également des autres théropodes découverts dans la région (tels Guanlong, Haplocheirus, Limusaurus, Monolophosaurus, Sinraptor et Zuolong). Il serait un Coelurosauria basal , mais selon certains aspects plus évolué que les Tyrannosauroidea. Il pourrait appartenir à la famille des Coeluridae, le clade le plus basal des maniraptoriens. Cependant, comme le souligne certains chercheurs, les spécimens immatures amènent souvent le classement artificiel du genre dans une position primitive,,.
En 2018, une nouvelle analyse phylogénétique, incluant deux nouveaux genres d'alvarezsauriens du Crétacé inférieur de Chine occidentale, Bannykus et Xiyunykus par Xing Xu et ses collègues, aboutit à un résultat différent qui place Aorun comme un alvarezsaurien (ou alvarezsauroïde) basal, avec le genre primitif Haplocheirus.